# Іультинський район
Іультинський район (рос. Иультинский район; чук. Ивылтин район) — один з муніципальних районів Чукотського автономного округу Російської Федерації. В його межах існує муніципальне утворення міський округ Егвекінот, утворений замість скасованого Іультинського муніципального району.
Адміністративний центр — смт Егвекінот.

## Географія
Іультинський район розташований в північно-східній частині Чукотського автономного округу, в північній частині є узбережжям Східно-Сибірського та Чукотського морів. У район входять також острови Врангеля і Геральд.
Унікальність географічного розташування району полягає в тому, що більша частина його території знаходиться за Північним полярним колом і тут же розташована географічна точка - перетин Північного полярного кола і Гринвіцького (0 - 180 градусів) меридіану.

## Природні умови
Іультинський район складається з трьох природних западин: Ванкаремська на півночі, Амгуемська в центрі і Затока Хреста на півдні, які оточені горами. В геологічному відношенні це територія - гілка Охотсько-Чукотського вулканогенного поясу і флангу Чукотської складчастої зони мезозоїд. Вона багата різними рудними копалинами, серед яких основне місце займають олово і вольфрам. Є прояви вугілля.
Природа Іультинського району небагата. В основному це гірські тундри, а по узбережжю - і арктичні. Найбагатші пасовища розташовані в басейні річки Амгуема, в верхів'ях якої є унікальні за красою гірські озера й реліктові гаї. На острові Врангеля організований заповідник, що є об'єктом свтіової спадщини ЮНЕСКО.

## Економіка
Провідне місце в структурі промисловості займає енергетика, що забезпечує потреби району в електричній та тепловій енергії. В енергетичній системі задіяні турбінна електростанція в райцентрі та дизельні електростанції в селах.
Гірничодобувна промисловість представлена кількома невеликими золотодобувними підприємствами, які відпрацьовують розсипні Пільхінкуульское і Ривеємське родовище золота в районі колишніх селищ Полярний і Ленінградський. Крім видобутку золота в районі річки Кувет ведеться підземна розробка вугілля для потреб старательської артілі.
У сільському господарстві основними видами діяльності є оленярство, морський звіробійний промисел та рибальство.